# Javier Manquillo
Javier Manquillo Gaitán (ur. 5 maja 1994 w Madrycie) – hiszpański piłkarz występujący na pozycji obrońcy w angielskim klubie Newcastle United oraz w reprezentacji Hiszpanii do lat 21. Wychowanek Realu Madryt, w swojej karierze grał także w takich zespołach jak Atlético Madryt, Liverpool oraz Olympique Marsylia.

## Statystyki kariery
(aktualne na dzień 5 maja 2019)
| Klub                      | Sezon              | Liga               | Liga  | Liga   | Puchar kraju | Puchar kraju | Puchar ligi | Puchar ligi | Europa | Europa | Suma  | Suma   |
| Klub                      | Sezon              | Liga               | Mecze | Bramki | Mecze        | Bramki       | Mecze       | Bramki      | Mecze  | Bramki | Mecze | Bramki |
| ------------------------- | ------------------ | ------------------ | ----- | ------ | ------------ | ------------ | ----------- | ----------- | ------ | ------ | ----- | ------ |
| Atlético Madryt B         | 2011/12            | Segunda División B | 13    | 0      | –            | –            | –           | –           | –      | –      | 13    | 0      |
| Atlético Madryt B         | 2012/13            | Segunda División B | 29    | 0      | –            | –            | –           | –           | –      | –      | 29    | 0      |
| Atlético Madryt           | 2011/12            | Primera División   | 0     | 0      | 1            | 0            | –           | –           | 0      | 0      | 1     | 0      |
| Atlético Madryt           | 2012/13            | Primera División   | 3     | 0      | 4            | 0            | –           | –           | 2      | 0      | 9     | 0      |
| Atlético Madryt           | 2013/14            | Primera División   | 3     | 0      | 3            | 0            | –           | –           | 1      | 0      | 7     | 0      |
| Liverpool (wyp.)          | 2014/15            | Premier League     | 10    | 0      | 2            | 0            | 2           | 0           | 5      | 0      | 19    | 0      |
| Olympique Marsylia (wyp.) | 2015/16            | Ligue 1            | 31    | 0      | 6            | 0            | 2           | 0           | 4      | 0      | 43    | 0      |
| Sunderland (wyp.)         | 2016/17            | Premier League     | 20    | 1      | 2            | 0            | 0           | 0           | –      | –      | 22    | 1      |
| Newcastle United          | 2017/18            | Premier League     | 21    | 0      | 2            | 0            | 0           | 0           | –      | –      | 23    | 0      |
| Newcastle United          | 2018/19            | Premier League     | 18    | 0      | 3            | 0            | 0           | 0           | –      | –      | 21    | 0      |
| Ogólnie w karierze        | Ogólnie w karierze | Ogólnie w karierze | 148   | 1      | 23           | 0            | 4           | 0           | 12     | 0      | 187   | 1      |